# Kanton Le Haut Dadou
 Le Haut Dadou  is een kanton van het Franse departement Tarn. Het kanton maakt deel uit van de arrondissementen Albi (21) en Castres (4)
In 2020 telde het 17.602 inwoners.

Het kanton werd gevormd ingevolge het decreet van 17 februari 2014 , met uitwerking op 22 maart 2015, met Réalmont als hoofdplaats.

## Gemeenten
Het kanton omvatte 31 gemeenten bij zijn vorming.
Op 1 januari 2016 werden de gemeenten Bellegarde en Marsal samengevoegd tot de fusiegemeente (commune nouvelle)  Bellegarde-Marsal.
1 januari 2019 werden de gemeenten Roumégoux, Ronel, Terre-Clapier, Le Travet, Saint-Antonin-de-Lacalm en Saint-Lieux-Lafenasse samengevoegd tot de fusiegemeente (commune nouvelle) Terre-de-Bancalié
Sindsdien omvat het kanton volgende 25 gemeenten :
- Alban
- Ambialet
- Arifat
- Bellegarde-Marsal
- Curvalle
- Fauch
- Le Fraysse
- Laboutarie
- Lamillarié
- Lombers
- Massals
- Miolles
- Montredon-Labessonnié
- Mont-Roc
- Mouzieys-Teulet
- Orban
- Paulinet
- Poulan-Pouzols
- Rayssac
- Réalmont
- Saint-André
- Sieurac
- Teillet
- Terre-de-Bancalié
- Villefranche-d'Albigeois